# Шрёдер, Наталья
Наталья Шрёдер (пол. Natalia Szroeder, род. 20 апреля 1995 года, Бытув, Польша) — польская певица, автор песен и телеведущая. Известность в Польше Наталия приобрела своими совместными выступлениями с рэпером Либером, c которым она исполнила песни «Wszystkiego na raz» и «Nie patrzę w dół» в 2012—2013 годах.

## Биография

### Детские годы
Родилась в Бытове. Выросла в небольшой померанской деревне Парчово, в семье с музыкальными традициями вместе с двумя братьями и сестерой. Мать певицы, Иоанна, была участницей народного ансамбля Модраки, основателем и художественным руководителем которого был дед Натальи — Вальдемар Капишка. Отец Натальи Яромир был основателем театра «Диалог», в котором Шрёдер выступала, когда ей было всего 10 лет.

### Начало карьеры. Выступления с Либером
Первой заметной в пределах Польши работой стал опубликованный 24 марта 2012 года на канале YouTube видеоклип на песню «Potrzebny je drech» на Кашубском языке, написанную Вероникой Корталс, на слова Томаша Фопке. В июле того же года она выпустила свой дебютный сольный сингл «Jane», музыка и слова для которого написал Марек Коскикевич.
В том же году она начала работать с Либером, с которым записала песню «Wszystko na raz».

### Танцы со звёздами. Первый сольный альбомNatinterpretacje
В мае 2015 года Наталья была в польской коллегии жюри 60-го конкурса песни «Евровидение». Ее фаворитом был победитель Монс Сельмерлёв с песней «Heroes» [19]. Осенью того же года Наталья Шрёдер принимает участие в четвёртом сезоне развлекательной программы «Twoja twarz brzmi znajomo»(Твоё лицо мне знакомо), транслируемом на частном польском телеканале Polsat. После победы в пятом эпизоде данного шоу, в котором Наталья играла роль Уитни Хьюстон, она получила чек на 10 000 злотых, которые незамедлительно пожертвовала Фонду «Сланечко». Несмотря на в целом положительные отзывы о выступлениях на конкурсе Наталья в итоге заняла лишь седьмое место.
9 февраля 2016 года стало известно, что Наталья с песней «Lustra» собирается участвовать в польском предварительном отборе на 61-й конкурс песни Евровидение в Стокгольме. Несколько дней спустя она была в списке артистов, прошедших квалификацию в финальную часть конкурса. 5 марта она выступила на финальном концерте, но заняла лишь пятое место, получив всего 4,20 % голосов.
В августе 2016 года Наталья выпустила второй сингл «House of Cards» и начала работу над своим дебютным альбомом Natinterpretacje, для которого она написала большую часть музыки и песни. Альбом дебютировал на 15-м месте в польских чартах OLiS и в результате получил золотой статус с продажами более 15 000 копий.
С 3 марта по 12 мая 2017 года Шрёдер участвовала в седьмом сезоне польской версии программы «Танцы со звездами» («Dancing with the Stars. Taniec z gwiazdami») на канале Polsat. Ее партнером по танцам был Ян Климент, с которым Наталии удалось выиграть финал конкурса.

## Дискография
| Год  | Альбом | Позиции в чартах | Сертификации  |
| Год  | Альбом | POL              | Сертификации  |
| ---- | --- | ---------------- | ------------- |
| 2016 | Natinterpretacje - Выпущен: 28 октября 2016 - Лейбл: Warner Music Poland - Форматы: CD, цифровая загрузка | 15               | - POL: Золото |

Как стать гангстером